# Jessie Pollock
Jean „Jessie“ Pollock oder Lida Peyton „Eliza“ Pollock (* 24. Oktober 1840 in Hamilton, Ohio; † 25. Mai 1919 in Wyoming, Ohio) war eine US-amerikanische Bogenschützin.
Pollock nahm erfolgreich an den Olympischen Spielen 1904 in St. Louis teil, wo sie in der Double National Round sowie der Double Columbia Round jeweils hinter Lida Howell und Emma Cooke den Dritten Platz und somit die Bronzemedaille erreichte. In der Team Round war sie mit den Cincinnati Archers den Konkurrentinnen überlegen; diese „Goldmedaille“ wird nicht immer offiziell gezählt.